# Lista de prefeitos de Três de Maio
Esta é a lista de prefeitos e vice-prefeitos do município de Três de Maio, estado brasileiro do Rio Grande do Sul.
| Nº | Nome                            | Partido | Vice-prefeito                          | Início do mandato       | Fim do mandato         | Observações                     |
| 1  | Walter Ullmann                  | PSD     | Avelino Haas (PSP)                     | 28 de fevereiro de 1955 | 31 de dezembro de 1959 | Prefeito e vice eleitos         |
| 2  | Germano Dockhorn                | PTB     | Rudolfo Rucker (PTB)                   | 31 de dezembro de 1959  | 31 de dezembro de 1963 | Prefeito e vice eleitos         |
| 3  | Ceslau Sawitzki                 | MDB     | Ervino Edwino Mensch (MDB)             | 31 de dezembro de 1963  | 31 de janeiro de 1969  | Prefeito e vice eleitos         |
| 4  | Walter Ullmann                  | ARENA   | Oswaldo Fleck (ARENA)                  | 31 de janeiro de 1969   | 31 de janeiro de 1973  | Prefeito e vice eleitos         |
| 5  | Ceslau Sawitzki                 | MDB     | Edison Franco de Azambuja (MDB)        | 31 de janeiro de 1973   | 31 de janeiro de 1977  | Prefeito e vice eleitos         |
| 6  | Olívio José Casali              | ARENA   | Dorildo Goelzer (ARENA)                | 31 de janeiro de 1977   | 31 de janeiro de 1983  | Prefeito e vice eleitos         |
| 7  | Ceslau Sawitzki                 | PMDB    | Henrique Becker Filho (PMDB)           | 31 de janeiro de 1983   | 31 de dezembro de 1988 | Prefeito e vice eleitos         |
| 8  | Olívio José Casali              | PDS     | Pedro Paulo Fischer (PDT)              | 1º de janeiro de 1989   | 31 de dezembro de 1992 | Prefeito e vice eleitos         |
| 9  | Pedro Paulo Fischer             | PDT     | Mário Pires Machado (PTB)              | 1º de janeiro de 1993   | 31 de dezembro de 1996 | Prefeito e vice eleitos         |
| 10 | Luiz José Lena                  | PPB     | Renato Krause (PMDB)                   | 1º de janeiro de 1997   | 31 de dezembro de 2000 | Prefeito e vice eleitos         |
| 11 | Altair Francisco Copatti        | PT      | Alceu Inácio Stein (PTB)               | 1º de janeiro de 2001   | 31 de dezembro de 2004 | Prefeito e vice eleitos         |
| 11 | Altair Francisco Copatti        | PT      | Alceu Inácio Stein (PTB)               | 1º de janeiro de 2005   | 31 de dezembro de 2008 | Prefeito e vice reeleitos       |
| 12 | Olívio José Casali              | PP      | João Mella Neto (PPS)                  | 1º de janeiro de 2009   | 31 de dezembro de 2012 | Prefeito e vice eleitos         |
| 12 | Olívio José Casali              | PP      | Eliane Teresinha Zucatto Fischer (PDT) | 1º de janeiro de 2013   | 31 de dezembro de 2016 | Prefeito reeleito e vice eleita |
| 13 | Altair Francisco Copatti        | PT      | Eliane Teresinha Zucatto Fischer (PDT) | 1º de janeiro de 2017   | 31 de dezembro de 2020 | Prefeito eleito e vice reeleita |
| 14 | Marcos Vinícius Benedetti Corso | PP      | Josias Corrêa (REP)                    | 1º de janeiro de 2021   | 31 de dezembro de 2024 | Prefeito e vice eleitos         |
| 14 | Marcos Vinícius Benedetti Corso | PP      | Josias Corrêa (REP)                    | 1º de janeiro de 2025   | Atualidade             | Prefeito e vice reeleitos       |

Legenda
| cor   | significado                                                                                  |
| Verde | mandatários eleitos por votação direta ou indireta (pela câmara municipal)                   |
| Bege  | mandatários nomeados diretamente pelo governo central em épocas de convulsão político-social |